# 1974 na ciência

## Eventos
- Charles Kowal descobre um novo satélite de Júpiter a que foi dado o nome de Leda.
- Uma sonda soviética pousa em Marte.
- Síntese do elemento químico Seabórgio[1]

## Nascimentos
| Data        | Nome            | Profissão  | Nacionalidade           | Observações | Ref               |
| ----------- | --------------- | ---------- | ----------------------- | --- | ----------------- |
| 8 de agosto | Manjul Bhargava | matemático | Canadá / Estados Unidos | Prémio Blumenthal 2005 Prémio SASTRA Ramanujan 2005 Clay Research Award 2005 Prémio Cole 2008 Prémio Fermat 2011 Prémio Infosys 2012 Medalha Fields 2014 | [ 2 ] [ 3 ] [ 4 ] |

## Mortes
| Data            | Nome                            | Profissão                       | Nacionalidade                         | Observações | Ref                                                 |
| --------------- | ------------------------------- | ------------------------------- | ------------------------------------- | --- | --------------------------------------------------- |
| 21 de janeiro   | Arnaud Denjoy                   | matemático                      | Terceira República Francesa           | n. 184 |                                                     |
| 4 de fevereiro  | Satyendra Nath Bose             | físico                          | Índia                                 | n. 1894 |                                                     |
| 11 de fevereiro | Vladimir Smirnov                | matemático                      | Império Russo                         | n. 1887 |                                                     |
| 15 de fevereiro | George W. Snedecor              | matemático e estatístico        | Estados Unidos                        | n. 1881 |                                                     |
| 5 de março      | Cândido Fontoura                | farmacêutico                    | Brasil                                | n. 1885 |                                                     |
| 23 de março     | Léon Rosenfeld                  | físico                          | Bélgica                               | n. 1904 |                                                     |
| 10 de abril     | Roger Bastide                   | sociólogo                       | Terceira República Francesa           | n. 1898 |                                                     |
| 16 de abril     | Raymond Cecil Moore             | geólogo e paleontólogo          | Estados Unidos                        | n. 1892 Medalha Wollaston 1968 Medalha Mary Clark Thompson 1970 | [ 5 ] [ 6 ]                                         |
| 4 de maio       | William Maurice Ewing           | geofísico e oceanógrafo         | Estados Unidos                        | n. 1906 Medalha Arthur L. Day 1949 Medalha Alexander Agassiz 1954 Medalha William Bowie 1957 Prémio Vetlesen 1960 Medalha Geográfica Cullum 1961 Prêmio John J. Carty 1963 Medalha de Ouro da RAS 1964 Medalha Vega 1965 Medalha Wollaston 1969 Medalha Nacional de Ciências 1973 Medalha Penrose 1974 Medalha Walter H. Bucher | [ 7 ] [ 8 ] [ 9 ] [ 10 ] [ 11 ] [ 12 ] [ 5 ] [ 13 ] |
| 30 de junho     | Vannevar Bush                   | engenheiro, inventor e político | Estados Unidos                        | n. 1890 |                                                     |
| 25 de junho     | Cornelius Lanczos               | matemático e físico             | Áustria-Hungria                       | n. 1893 Prémio Chauvenet 1960 | [ 14 ]                                              |
| 13 de julho     | Patrick Maynard Stuart Blackett | físico                          | Reino Unido da Grã-Bretanha e Irlanda | n. 1897 Nobel da Física 1948 Medalha Real 1940 | [ 15 ] [ 16 ]                                       |
| 24 de julho     | James Chadwick                  | físico                          | Reino Unido da Grã-Bretanha e Irlanda | n. 1891 Nobel da Física 1935 Medalha Copley 1950 Medalha Hughes 1932 | [ 15 ] [ 17 ] [ 18 ]                                |
| 10 de setembro  | Bruno Finzi                     | matemático e engenheiro         | Itália                                | n. 1899 |                                                     |
| 22 de setembro  | Winfried Otto Schumann          | físico                          | Império Alemão                        | n. 1888 |                                                     |
| 15 de novembro  | Walther Meißner                 | físico                          | Império Alemão                        | n. 1882 |                                                     |
| 27 de dezembro  | Vladimir Fock                   | físico                          | Império Russo                         | n. 1898 |                                                     |

## Prémios

### Medalha Arthur L. Day
- A. E. Ringwood[7]

### Medalha Bruce
- Martin Ryle[19]

### Medalha Copley
- W. V. D. Hodge[17]

### Medalha Davy
- James Baddiley[20]

### Medalha Fields
- Enrico Bombieri[4] e David Mumford[4]

### Medalha Guy de bronze
- G.N. Wilkinson[21]

### Medalha Hughes
- Peter Fowler[18]

### Medalha Lorentz
- John Hasbrouck Van Vleck[22]

### Medalha Penrose
- William Maurice Ewing[13]

### Medalha Real
- Biologia - Sydney Brenner[16]
- Engenharia - George Edwards[16]
- Física - Fred Hoyle[16]

### Medalha Rumford
- AAAlan Cottrelllan Cottrellan Cottrell[23]

### Prémio Nobel
- Química - Paul J. Flory.[24]
- Economia - Gunnar Myrdal[25] e Friedrich August von Hayek.[25]
- Física - Martin Ryle[15] e Antony Hewish.[15]
- Medicina - Albert Claude,[26] Christian de Duve[26] e George E. Palade.[26]